# Arco de los Filenos
El Arco de los Filenos (en italiano: Arco dei Fileni), conocido también como El Gaus, fue un arco construido en la Vía Balbia, en la frontera entre Tripolitania y Cirenaica, por aquel entonces dentro de la Libia italiana. El arco, construido a petición de Italo Balbo, gobernador de Libia entre 1934 y 1940, fue proyectado por el arquitecto Florestano di Fausto y fue inaugurado el 16 de marzo de 1937.
El arco se caracterizaba por la presencia de dos colosos de bronce que representaban a los hermanos Filenos, héroes legendarios, que como contaba Salustio en Bellum Iugurtinum, se enfrentaron en una maratón con los griegos de Cirene, organizada para definir las fronteras entre ambas civilizaciones. En un acuerdo entre Cartago y Cirene se estableció que de cada ciudad debían partir dos de sus hombres en dirección a la ciudad contraria, y en el lugar donde se encontraran las dos parejas sería la nueva frontera. Pero en el momento en el que los filenos se encontraron con los cirenos estalló una disputa, ya que estos últimos acusaban a los primeros de haber salido antes de tiempo. Para dar prueba de su buena fe, los cartagineses se ofrecieron a ser enterrados vivos justo en la nueva frontera y así fue realizado. El sacrificio de los filenos fue recordado con la construcción de un altar del cual toma el nombre la localidad de Arae Philenorum, pero que ya había desaparecido en la época de Estrabón. 
Sobre los colosos de bronce, se leía la siguiente inscripción sacada del Carmen saeculare de Horacio.

 Alme sol, possis nihil urbe Roma visere maius.

Oh sol almo, no verás ninguna cosa en el mundo mayor de Roma
Horacio, Carmen saeculare

La inscripción fue traducida al árabe por el rey Idris I de Libia.
Sobre el arco se disponía un altar como el descrito en la leyenda griega.
Finalmente el arco fue desmantelado en 1973 por voluntad de Gadafi, que veía en él un símbolo del periodo colonial. Actualmente las estatuas de los Filenos se encuentran en el pequeño museo de Sirte, mientras que algunos bajorrelieves yacen en el suelo abandonados cerca del museo.
El arco aparece en la medalla conmemorativa italo-alemana “Campagna Italo-Tedesca in Africa” (Italienisch-Deutscher Feldzug in Afrika) del 1943. Además aparecía en los billetes de lotería de Trípoli de 1938 al 1940. En las proximidades se encontraba un cementerio alemán.
Traducción de it:Arco dei Fileni (versión: http://it.wikipedia.org/wiki/Arco_dei_Fileni)